# (15460) Manca
(15460) Manca es un asteroide perteneciente al cinturón de asteroides, descubierto el 25 de diciembre de 1998 Por Andrea Boattini y el también astrónomo Luciano Tesi desde el Observatorio Astronómico de las Montañas de Pistoia, Toscana, Italia.

## Designación y nombre
Designado provisionalmente como 1998 YD10. Fue nombrado Manca en honor al astrónomo italiano Francesco Manca que desde el Observatorio Astronómico Sormano, realizó  observaciones de asteroides potencialmente peligrosos, computando para cada uno de ellos el encuentro en el pasado y en el futuro con nuestro planeta.

## Características orbitales
Manca está situado a una distancia media del Sol de 2,905 ua, pudiendo alejarse hasta 3,166 ua y acercarse hasta 2,645 ua. Su excentricidad es 0,089 y la inclinación orbital 3,287 grados. Emplea 1809 días en completar una órbita alrededor del Sol.

## Características físicas
La magnitud absoluta de Manca es 13,6. Tiene 5,354 km de diámetro y su albedo se estima en 0,295.